# Phế phi Liễu thị
Phế phi Liễu thị (chữ Hán: 廢妃柳氏; Hangul: 폐비유씨; 15 tháng 8, 1576 - 31 tháng 10 năm 1623), là Vương phi của Quang Hải Quân, sau khi Quang Hải Quân bị phế thì bà được biết đến là Văn Thành Quận phu nhân (文城郡夫人).

## Tiểu sử
Xuất thân từ Văn Hóa Liễu thị (文化柳氏), sinh ngày 21 tháng 7 (âm lịch) vào năm Triều Tiên Tuyên Tổ thứ 9, bà là con gái của Văn Dương Phủ viện quân Liễu Tự Tân (柳自新) và Bồng Nguyên Phủ phu nhân Đông Lai Trịnh thị (東萊鄭氏).
Năm Tuyên Tổ thứ 25 (1592), thành hôn với Thế tử, sắc phong Thế tử tần. Năm 1608, phong vị Vương phi.
Sau sự kiện Nhân Tổ phản chính, Liễu thị bị phế thành Văn Thành Quận phu nhân (文城郡夫人). Năm đầu Nhân Tổ, ngày 8 tháng 10 (âm lịch), Liễu thị qua đời tại đảo Giang Hoa. Mộ phần tại Quang Hải quân mộ (光海君墓), ở Namyangju.

## Hậu duệ
1. Vương tử (1596).
2. Phế Thế tử Lý Chi (31 tháng 12, 1598 - 22 tháng 7, 1623), kết hôn với Phế tần họ Phác (1598 - 1623) và có 1 con gái (chết non). Sau Nhân Tổ phản chánh bị bắt giam ở Kiều Đồng, mưu đào địa đạo bỏ trốn và bị ép thắt cổ tự tử.
3. Vương tử (? - 1603).